# Melastoma dodecandrum
Melastoma dodecandrum là một loài thực vật có hoa trong họ Mua. Loài này được Lour. mô tả khoa học đầu tiên năm 1790.

## Hình ảnh

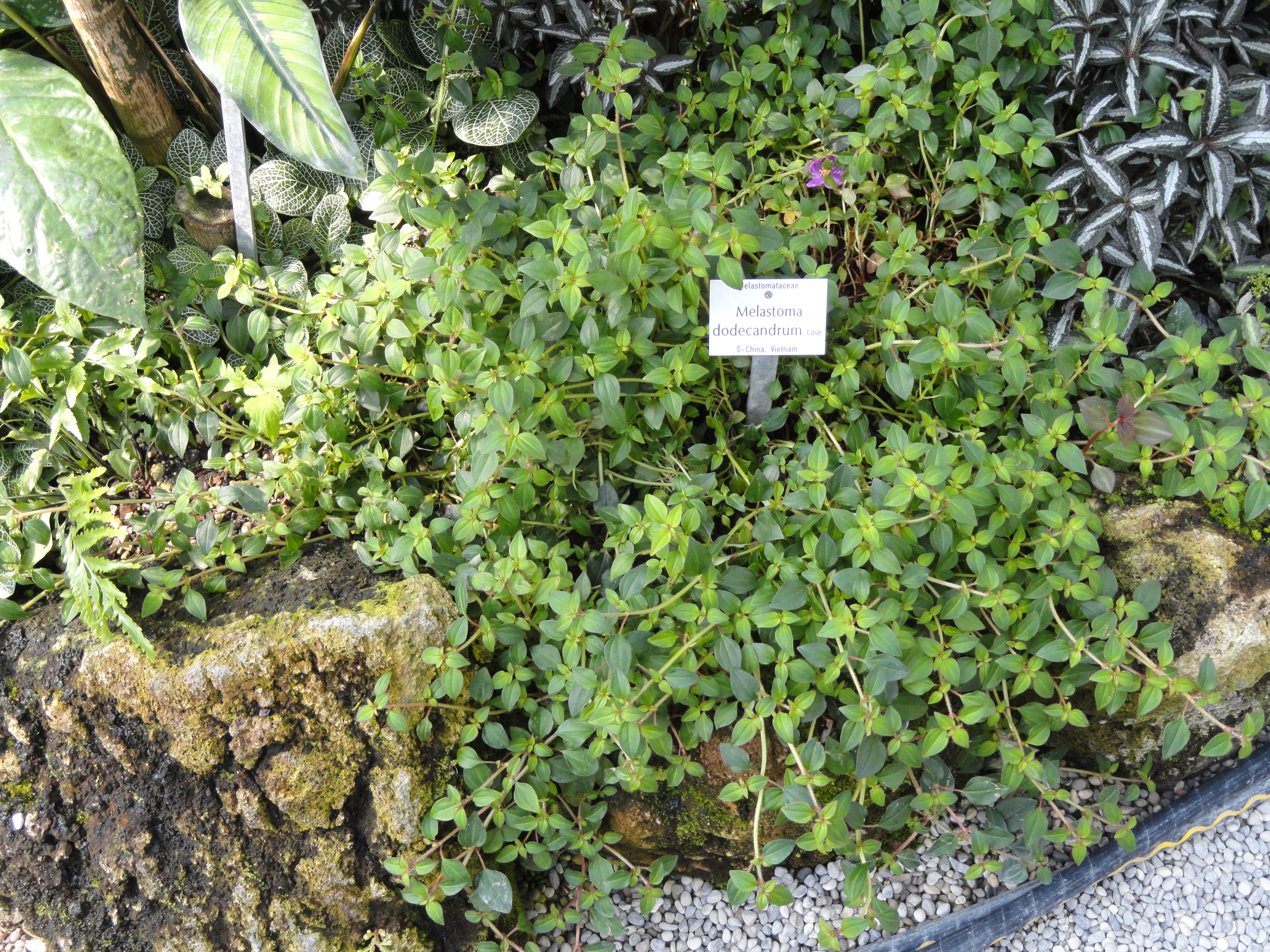
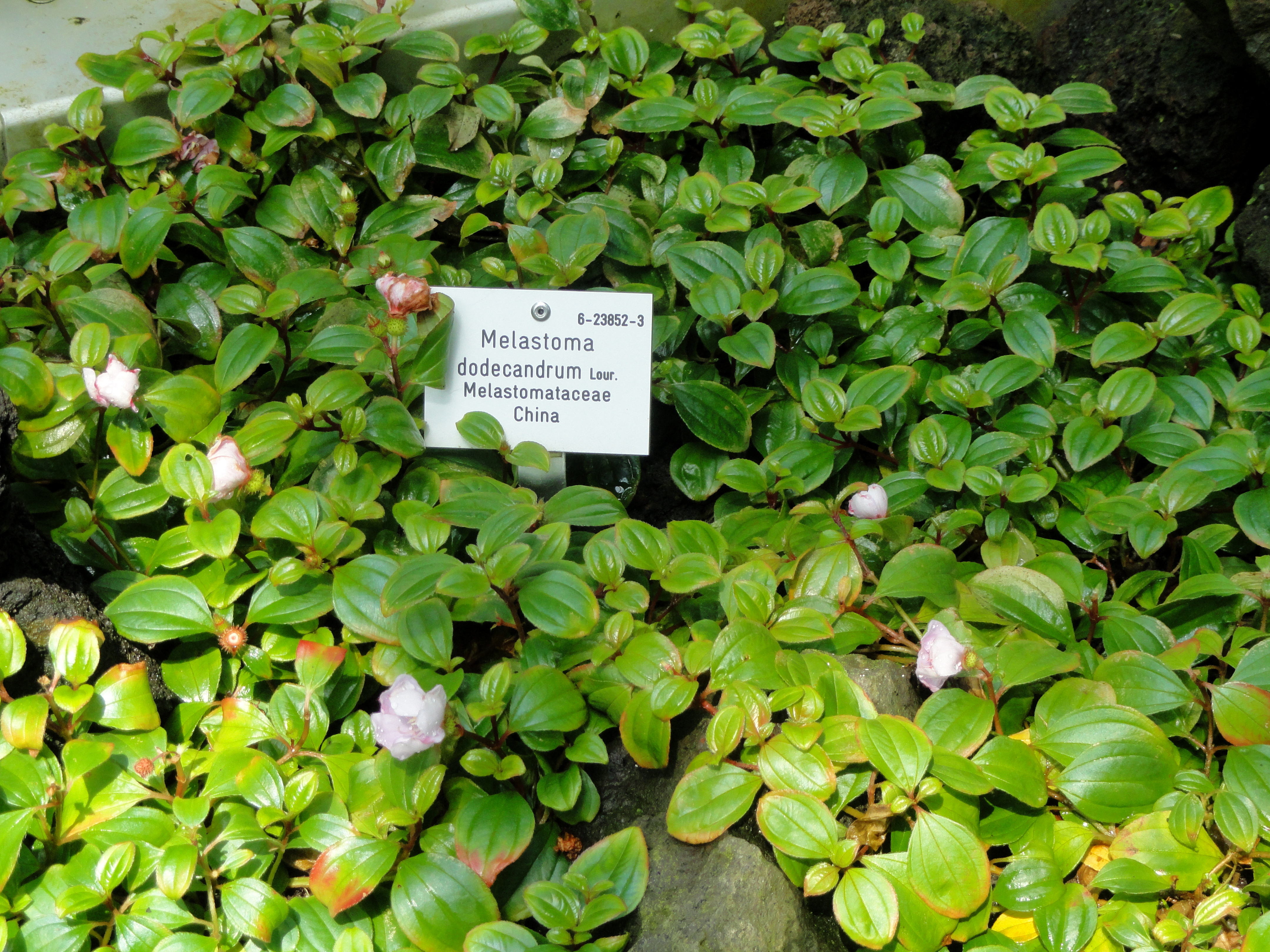
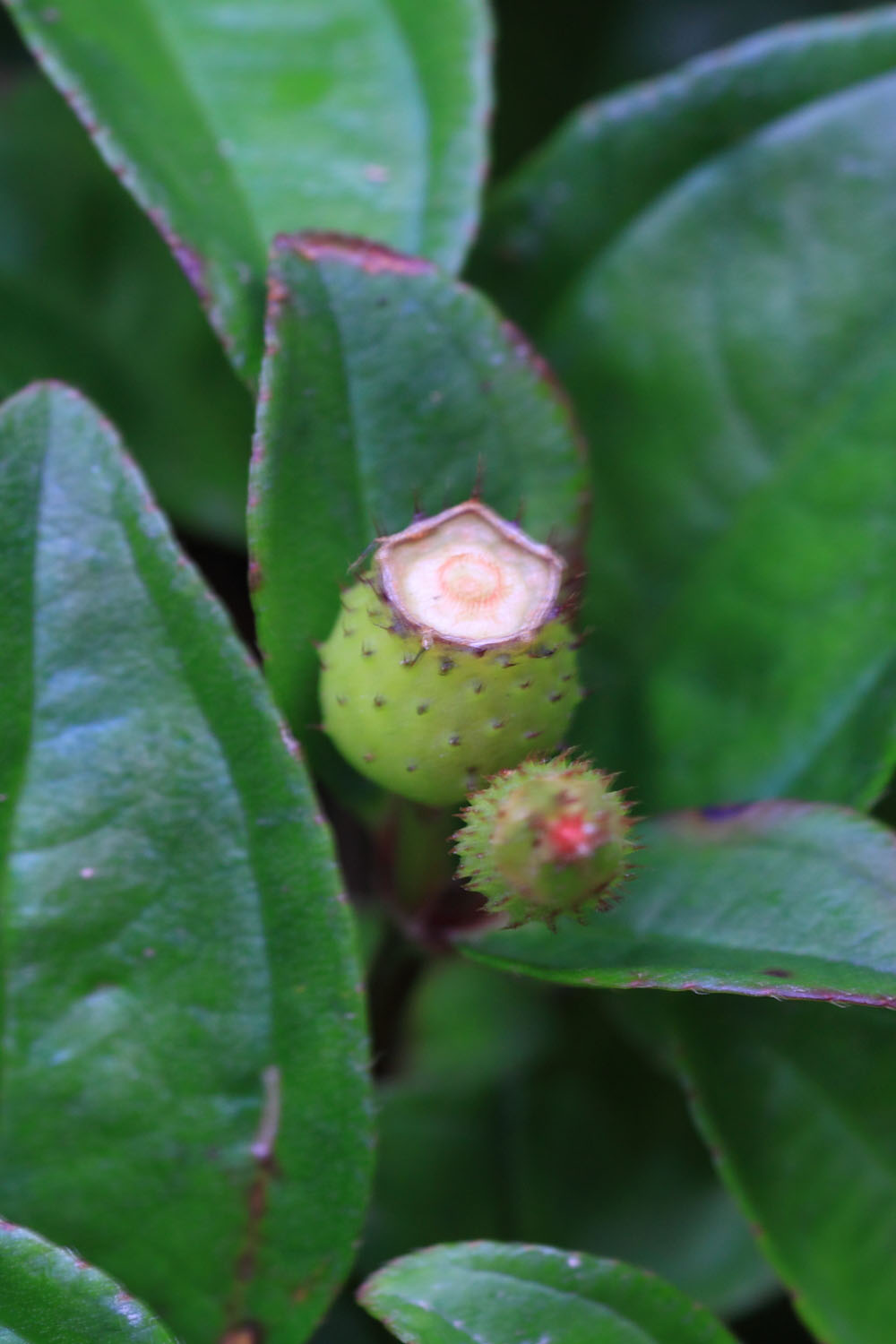
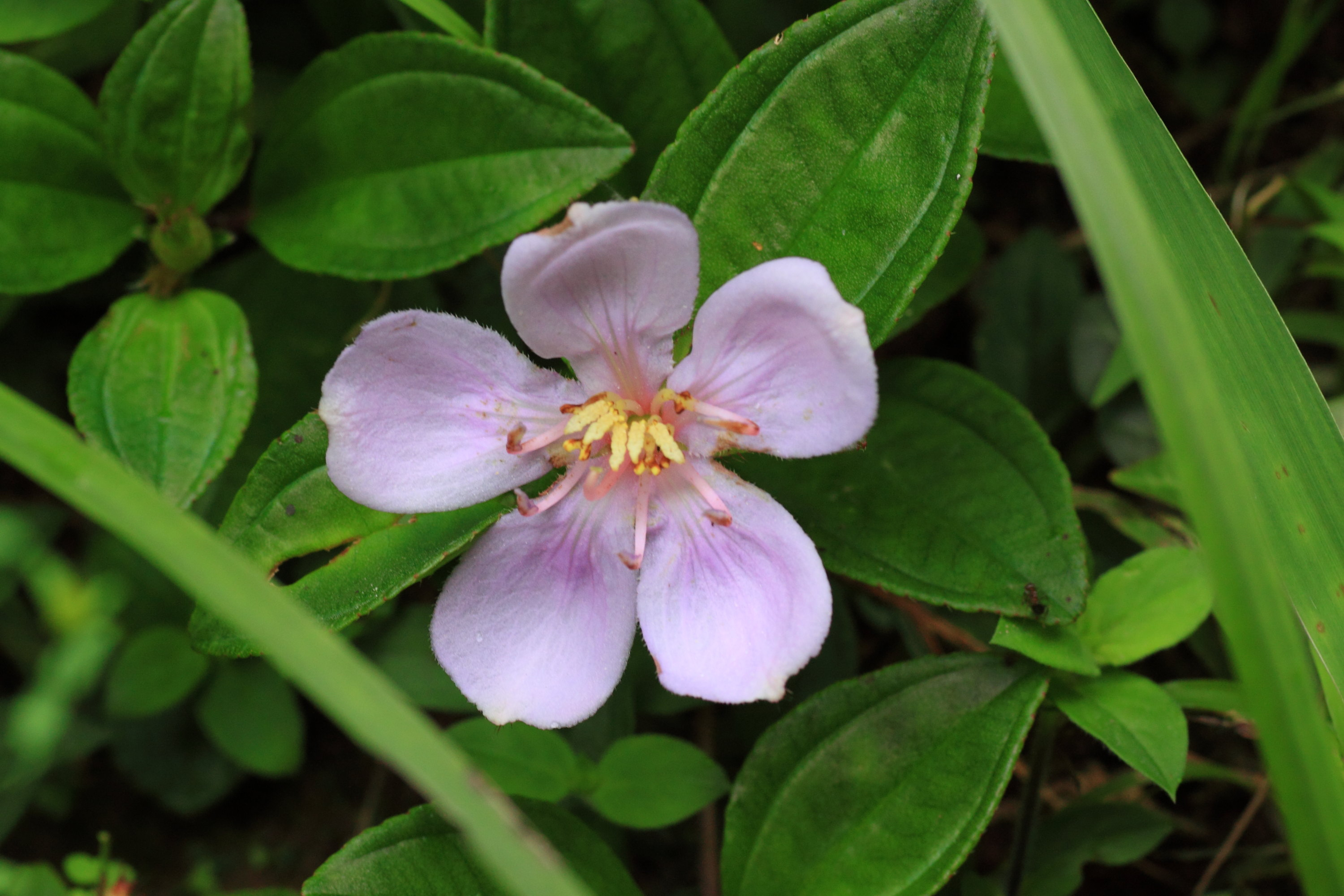